# Cassandra (série télévisée)
Pour les articles homonymes, voir Cassandra.
Ne doit pas être confondu avec Cassandre (série télévisée).
Cassandra est une série télévisée allemande créée par Benjamin Gutsche et diffusée depuis le 6 février 2025 sur la plate-forme Netflix,.

## Synopsis
La famille Prill emménage dans une maison inhabitée depuis plus de cinquante ans, loin de son ancienne vie. Ses membres découvrent que le bâtiment était la première maison connectée d'Allemagne, abandonnée depuis la mort de son concepteur en 1972 dans un accident de voiture. Lorsque l'intelligence artificielle Cassandra est réactivée, Samira comprend vite que celle-ci va tout faire pour l'éloigner de sa famille. Elle va alors enquêter sur les origines de la maison et la vraie Cassandra, une mère au foyer de 1971.

## Distribution
- Lavinia Wilson (VF : Marie-Eugénie Maréchal) : Cassandra Schmitt
- Mina Tander (VF : Sabeline Amaury) : Samira Prill
- Michael Klammer (de) (VF : Fabrice Josso) : David Prill
- Joshua Kantara (VF : Simon Koukissa-Barney) : Fynn Prill
- Filip Schnack (de) (VF : Baptiste Mège) : Steve
- Franz Hartwig (de) (VF : Anatole de Bodinat) : Horst Schmitt
- Mary Tölle (VF : Cerise Vaubien) : Juno Prill

 Source et légende : version française (VF) sur RS Doublage

## Production

### Tournage
Le tournage a lieu dans la ville de Cologne et ses environs, en Rhénanie-du-Nord-Westphalie.

### Chansons
La liste des chansons a été reprise du générique final du dernier épisode.
- Alles Oder Nichts par Liane Covi (Christian Bruhn et Günther Loose)
- Guten Morgen Sonneschein par Nana Mouskouri (Martinho José Ferreira, Peter Reber et Rolf Zuckowski)
- Er Gehört Zu Mir par Hansa Studios Allstars (Joachim Heider et Christian Heilburg)
- Er Gehört Zu Mir par Marianne Rosenberg
- Goodpar My Dictator par Michelle Gurevich (Michelle Gurevich)
- Itsy Bitsy Teenie Weenie Honolulu Stret Bikini (Paul Vance, Lee Julien Pockriss et Rudolf Günter Loose)
- Tom Hollet’s Butt (Christopher Bremus)
- Cry to Me par Indigo (Bert Berns)
- Crying in the Rain par Everly Brothers (Howard Greenfeld et Carole King)
- Ich Liebe Das Leben par Vicky Leandros (Leo Leandros et Klaus Munro)
- Tränen Lügen Nicht par Michael Holm (Michael Holm, Alberto Salerno, Ciro Dammicco, Dario Baldan Bembo, Francesco Specchia et Maurizio Saymeti)
- Leben Heisst Lieben par Jennifer (Heinz Gietz et Rolf Michael)
- Du Bist Nicht Allein par Roy Black (Rolf Arlan et Kurt Hertha)
- Chirpy Chirpy Cheep Cheep par Middle of the Road (Giuseppe Cassia et Harold Stott)
- Ich Hab’ Keine Angst par Milva (Evangelos Papathanassiou et Thomas Woitkewitsch)

### Fiche technique
Sauf indication contraire, les informations mentionnées dans cette section peuvent être confirmées par les bases de données cinématographiques IMDb et Allociné,  présentes dans la section « Liens externes ».
- Titre original et français : Cassandra
- Création et réalisation : Benjamin Gutsche (en)
- Scénario : Benjamin Gutsche, d'après une histoire de Sina Flammang et Benjamin Gutsche
- Musique : Mathieu Lamboley
- Décors : Frank Bollinger
- Costumes : Pieter Bax
- Photographie : Moritz Kaethner
- Montage : Ann-Carolin Biesenbach, David Kuruc et Günter Schultens
- Production : Christian Becker, Amara Palacios et Eva Stadler
- Société de production : Rat Pack Filmproduktion
- Société de distribution : Netflix
- Pays de production :  Allemagne
- Langue originale : allemand
- Format : couleur
- Genre : drame, horreur, science-fiction, thriller
- Nombre de saison : 1
- Nombre d'épisodes : 6
- Durée : de 45 à 52 minutes
- Date de sortie : 6 février 2025 sur Netflix

## Épisodes
1. Un nouveau départ (Ein neuer Anfang)
2. Qui suis-je ? (Wer bin ich?)
3. Match final (Endspiel)
4. Un jeu d'enfants (Ein Kinderspiel)
5. Ne me laisse pas (Du bist nicht allein)
6. Joyeux Noël (Frohe Weihnachten)

## Réception critique
Cassandra a un taux d'approbation de 100 % sur Rotten Tomatoes, basé sur six critiques.

## Anachronismes
Dès le premier épisode, Samira fait un malaise et Cassandra appelle les secours en composant le 112. Or, ce numéro n’a été élaboré qu’en 1992 et généralisé en 2000 ; de plus, la maison, construite dans les années 1970, est restée inhabitée une cinquantaine d’années.
La chanson de Nana Mouskouri interprétée par Cassandra chaque matin, Guten Morgen, Sonnenschein, est sortie en 1977, soit cinq ans après la mort du concepteur de la maison survenue en 1972